# Spanje op de Olympische Winterspelen 1972
Tijdens de Olympische Winterspelen van 1972, die in Sapporo (Japan) werden gehouden, nam Spanje voor de achtste keer deel.

## Medailleoverzicht
| Sport       | Olympiër                  | Discipline | Medaille |
| ----------- | ------------------------- | ---------- | -------- |
| Alpineskiën | Francisco Fernández Ochoa | slalom (m) | Goud     |

## Deelnemers en resultaten

### Alpineskiën
| Olympiër                  | Discipline       | Resultaat | Prestatie                        |
| ------------------------- | ---------------- | --------- | -------------------------------- |
| Francisco Fernández Ochoa | reuzenslalom (m) | dq        | diskwalificatie                  |
| Francisco Fernández Ochoa | slalom (m)       | Goud      | 1.49,27 55,36+53,91              |
| Aurelio García            | reuzenslalom (m) | 25e       | 3.19,73 (+10,11) 1.37,28+1.42,45 |
| Aurelio García            | slalom (m)       | 12e       | 1.53,12 (+3,85) 57,61+55,51      |
| Conchita Puig             | afdaling (v)     | 29e       | 1.42,37 (+5,69)                  |
| Conchita Puig             | reuzenslalom (v) | dq        | diskwalificatie                  |
| Conchita Puig             | slalom (v)       | dnf       | opgave                           |

Argentinië · Australië · België · Bondsrepubliek Duitsland · Bulgarije · Canada · Duitse Democratische Republiek · Filipijnen · Finland · Frankrijk · Griekenland · Groot-Brittannië · Hongarije · Iran · Italië · Japan · Joegoslavië · Libanon · Liechtenstein · Mongolië · Nederland · Nieuw-Zeeland · Noord-Korea · Noorwegen · Oostenrijk · Polen · Roemenië · Sovjet-Unie · Spanje · Taiwan · Tsjecho-Slowakije · Verenigde Staten · Zuid-Korea · Zweden · Zwitserland